# 科拉基
51°29′15″N 28°36′41″E / 51.48750°N 28.61139°E
科拉基（烏克蘭語：Кораки），是烏克蘭北部的村莊，隸屬日托米爾州的科羅斯滕區。該村面積0.33平方公里，海拔高度156米，2001年人口47，人口密度每平方公里144.17人。